# Yoricostio
Yoricostio är en ort i Mexiko.   Den ligger i kommunen Tacámbaro och delstaten Michoacán de Ocampo, i den södra delen av landet, 240 km väster om huvudstaden Mexico City. Yoricostio ligger 2 278 meter över havet och antalet invånare är 972.
Terrängen runt Yoricostio är lite bergig, och sluttar söderut. Runt Yoricostio är det ganska tätbefolkat, med 65 invånare per kvadratkilometer. Närmaste större samhälle är Tacámbaro de Codallos, 12,7 km söder om Yoricostio. I omgivningarna runt Yoricostio växer huvudsakligen savannskog.